# Schneider Consumer Group
Schneider Consumer Group (anciennement Admea) est une société française d'électroménager. Créée en 1994 pour exercer une activité d'importateur de produits chinois, la société s'est progressivement diversifiée en rachetant des marques françaises délaissées.

## Historique
La société Admea s'est fait une spécialité de racheter des marques françaises délaissées de l'électroménager, comme Radiola et Schneider, acquises auprès de Philips, Scholtès, acquise à Whirlpool ou encore Thomson, exploitée sous licence. 
Au fil des années, l'entreprise a étoffé son portefeuille d'une dizaine de marques, tant dans le petit et gros électroménager, que dans la téléphonie fixe et mobile. L'entreprise commence à exporter ses produits en Asie-Pacifique. Elle reste, cependant, fidèle à ses méthodes : ses équipes conçoivent les produits qui sont ensuite fabriqués en Chine, en Turquie et en Algérie, pays qui se sont spécialisés dans le gros électroménager.